# Municipio de O'Brien
El municipio de O'Brien (en inglés, O'Brien Township) es un municipio del condado de Beltrami, Minnesota, Estados Unidos. Tiene una población estimada, a mediados de 2022, de 45 habitantes.
Abarca una zona exclusivamente rural.

## Geografía
Está ubicado en las coordenadas 47°46′57″N 94°46′16″O / 47.78250, -94.77111. Según la Oficina del Censo, tiene una superficie total de 92.9 km², de los cuales 92.8 km² corresponden a tierra firme y 0.1 km² están cubiertos de agua.

## Demografía
Según el censo de 2020, en ese momento había 47 personas residiendo en la zona. La densidad de población era de 0.5 hab./km². El 93.6 % de los habitantes eran blancos, el 2.1 % era asiático y el 4.3 % eran de una mezcla de razas. No había hispanos o latinos viviendo en la región.